# Elmira Antonyan
Elmira Antonyan, née le 28 juin 1955 à Erevan, est une pongiste arménienne ayant concouru sous les couleurs de l'Union soviétique.
Aux Championnats du monde de tennis de table 1975 à Calcutta, elle obtient la médaille d'argent en double mixte avec Sarkis Sarchayan (en) et la médaille de bronze en double dames avec Tatiana Ferdman (en).
En 2022, à 66 ans, elle remporte les Championnats de Suisse et devient la joueuse la plus âgée à remporter ce titre.